# Focaccia novese
La focaccia novese è una specialità da forno tipica della cucina piemontese.

## Descrizione
La focaccia novese viene prodotta artigianalmente dalle panetterie della zona di Novi Ligure (Novese) ed Ovada. È una sorta di pane piatto (presenta al massimo un centimetro d'altezza) condito con olio extravergine d'oliva e sale grosso. Durante il processo produttivo la focaccia viene stirata e poi successivamente manipolata per produrre piccoli alvei sulla superficie. È consigliato l'abbinamento al vino di produzione locale Cortese di Gavi DOCG.
La composizione degli ingredienti, e dunque dell'impasto, rendono tale prodotto molto simile alla focaccia genovese, dalla quale si distingue per un minor contenuto di olio d'oliva e l'aggiunta di strutto.

## Riconoscimenti
Con la deliberazione della Giunta Regionale del Piemonte del 15 aprile 2002 n. 46-5823 la focaccia novese è stata riconosciuta prodotto agroalimentare tradizionale del Piemonte in attuazione del D.lgs. n. 173/98, art. 8 e D.M. n. 350 dell'8 settembre 1999.